# Tito & Tarantula
Tito & Tarantula es una banda México-estadounidense de Rock Chicano / Blues Rock / Rock Sureño / Hard Rock, formada en Hollywood, California en 1992 por el cantante, compositor y guitarrista Tito Larriva. La banda es conocida por sus canciones "After dark", "Back to the house that love built", "Strange face of love" y "Angry cockroaches", así como por su aparición en la película de Robert Rodriguez “From dusk till dawn (Del crepúsculo al amanecer)” ,( titulada en España, "Abierto hasta el amanecer") actuando como la banda que toca en el club nocturno. La canción de la icónica escena de danza exótica de Salma Hayek, es "After dark" que más tarde se convirtió en el tema principal de la serie “From dusk till dawn: The series”.

## Trayectoria

### Pre-Tarantula

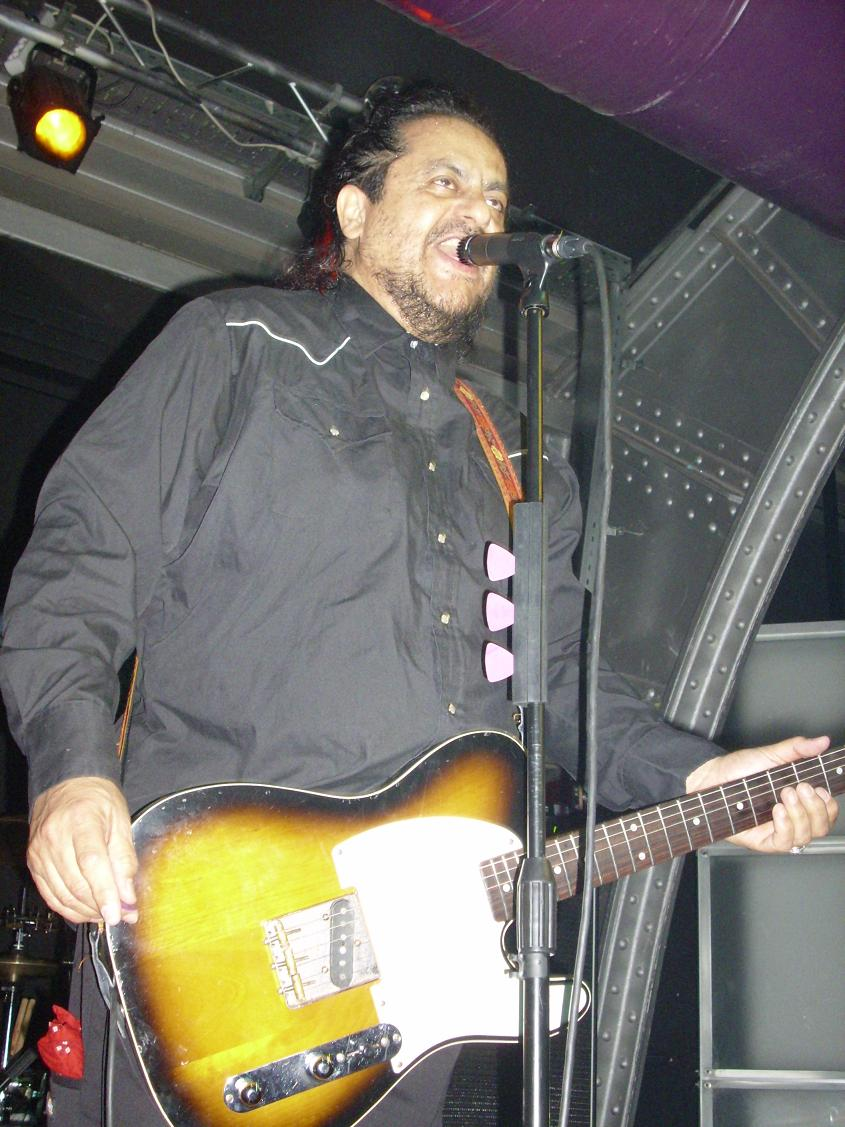
Tito & Tarantula - Tito Larriva - Madrid 2008

Humberto Lorenzo Rodríguez Larriva, "Tito", nació en Ciudad Juárez, México. Pasó sus primeros años viviendo en los alrededores de Alaska. Más tarde, su familia se trasladó a El Paso, Texas, donde estudió violín y flauta como miembro de la orquesta de su escuela. Después de la secundaria, asistió a la Universidad de Yale antes de mudarse a Los Ángeles, California, a mediados de la década de 1970. Comenzó su carrera musical tocando en algunas de las primeras bandas latinas de Punk como “The Impalas”, “The Flesh Eaters” y más notablemente, “The Plugz”. Tito lanzó varios álbumes con los Plugz antes de la separación del grupo en 1984. Tras esta disolución, se asoció con los ex compañeros de Plugz, Charlie Quintana y Tony Marsico para formar “Los Cruzados”. Con ellos, la música de Tito comenzó a moverse en una dirección diferente, desviándose del sonido Punk a un Blues de los años ochenta (similar a ZZ Top). La banda fue aclamada por la crítica y además tuvieron la oportunidad de abrir los conciertos de “INXS” y “Fleetwood Mac”. En 1985 lanzaron un álbum homónimo, seguido de “After dark” en 1987, separándose al año siguiente. En la película “Road House” de 1989, Los Cruzados interpretaron la canción “Do not throw stones”.

### Primeros años: Desperado y From dusk till dawn
Desde de su participación en “Roadstone”, Tito continuó escribiendo música para cine y también se dedicó a la actuación. A partir de 1992, Tito, el guitarrista Peter Atanasoff y varios amigos, realizaban "jam sessions" semanales en los cafés y clubes de Los Ángeles. En ese momento la banda se conocía simplemente como "Tito & Friends". Tal como Tito explicó en una entrevista: su viejo amigo Charlie Midnight expresó que la banda necesitaba un nombre, sugiriendo “Tito & Tarantula”.
En 1995, ya con el nombre oficial, la banda tenía una alineación estable: Tito Larriva (voz principal, guitarra rítmica); Peter Atanasoff (guitarra líder); Jennifer Condos (bajo); Lyn Bertles (violín, mandolina, armónica) y Nick Vincent (batería, percusiones). Con esta formación grabaron las canciones "Back to the house that love built", "Strange face of love" y "White train", las cuales hicieron su debut en la película de Robert Rodriguez “Desperado (Pistolero)”, en donde Tito actúa en un papel menor pero importante. Durante la mezcla de la película, Tito estaba tocando una canción piloto (titulada posteriormente "After dark"), que trataba sobre vampiros, melodía que llamó la atención de Rodríguez..El Director le expresó a Tito que su próxima película iba a ser sobre vampiros y le preguntó si podía grabar esa canción. Una semana después, el grupo de Tito fue informado de que ya habían sido incluidos en la próxima película: “From dusk till dawn”, principalmente para que la actriz Salma Hayek bailara la canción "After dark". Para la película grabaron los temas: "Angry cockroaches", la mencionada "After dark" y "Opening boxes" (esta la última no apareció en el álbum de la banda sonora).
Previamente, Tito ya había participado en varias películas (incluyendo dos en Alemania); en el film “Just a little harmless sex”, actuó junto con su banda como "Chuey & His Spatular". Con su anterior agrupación, “The Plugz”, participó en la exitosa película de culto “Repo Man”.

### Tarantism

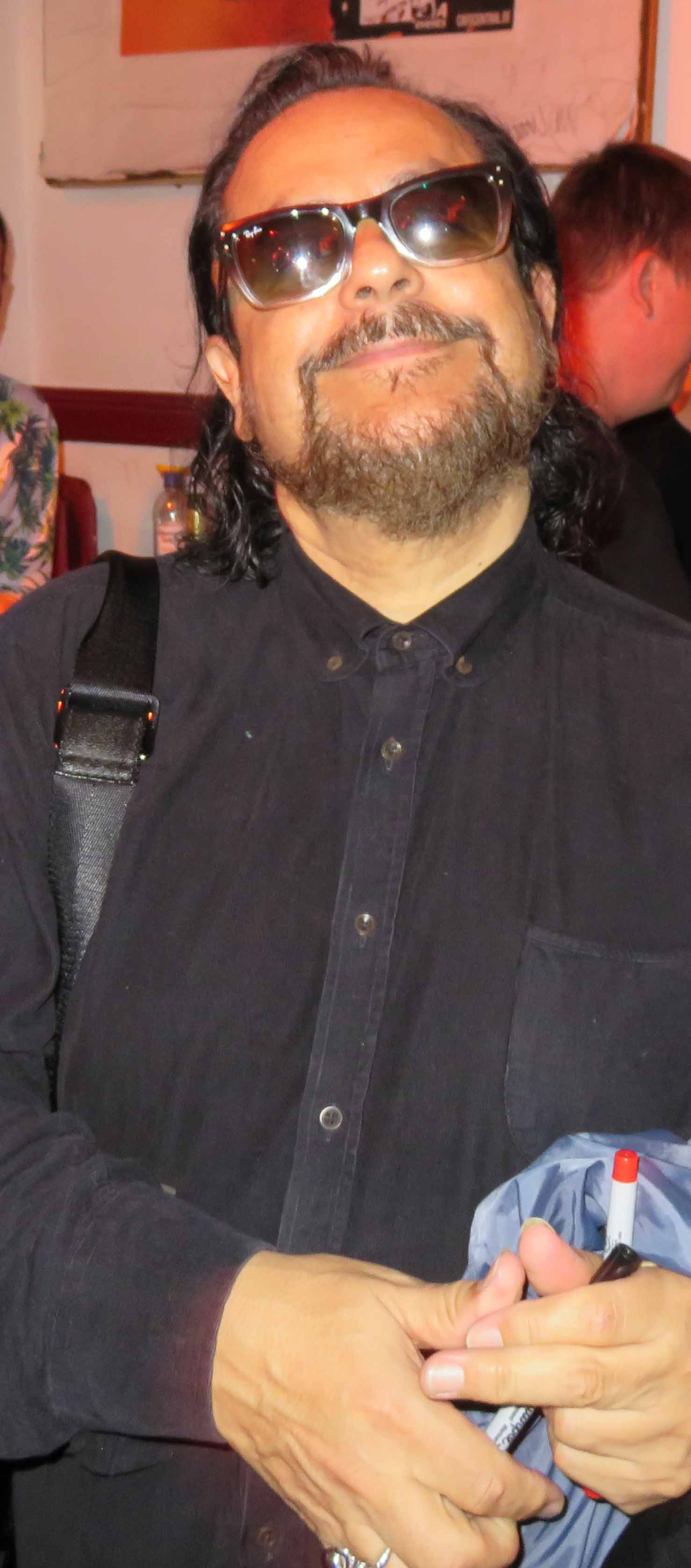
Tito Larriva en Weinheim, en 2010

"En algún momento, más y más personas venían a vernos", comenta Tito, "...después de Pistolero y Del crepúsculo al amanecer, se vio claro que algo grande estaba sucediendo con nosotros". En 1997, ya con la fama por sus canciones que se dieron a conocer en películas, el grupo se decidió a grabar su primer álbum, “Tarantism”, el cual presentó cuatro piezas previamente lanzadas ("After dark", "Strange face of love", "Angry cockroaches" y "Back to the house that love built") y seis nuevas canciones. También contó con la participación de los ex compañeros de “Plugz” y “Cruzados”: Charlie Quintana y Tony Marsico. El álbum fue muy bien recibido por críticos y fanáticos. La banda estuvo de gira gran parte de 1997 y 1998 para promocionar el disco.

### Hungry Sally & other killer lullabies
A fines de 1998, el matrimonio del baterista Nick Vincent y la violinista Lyn Bertles decidieron abandonar la banda para dedicarse a sus hijos. Para su reemplazo fueron contratados Johnny "Vatos" Hernández y Petra Haden, y como plus Bobby Dean Higgins en las voces de acompañamiento. Con esta formación se publicó un nuevo álbum: “Hungry Sally & other killer lullabies”. Tuvo buen recibimiento aunque fue considerado una decepción en comparación con “Tarantism”. Después del lanzamiento de Hungry Sally…, la banda reclutó a Andrea Figueroa para reemplazar a Haden como violinista, mandolinista, flautista y guitarrista.

### Little bitch
Tras el lanzamiento de Hungry Sally…, la bajista Jennifer Condos, dejó la banda por "razones privadas". En el año 2000, los cuatro miembros restantes comenzaron a trabajar en el siguiente álbum titulado “Little bitch”, pero antes del lanzamiento, la violinista Andrea Figueroa abandona la agrupación. El álbum no tuvo buenas ventas debido a que presentó una gran cantidad de experimentación musical que no agradó a los fanáticos, aunque contaba con créditos de composición del ex compañero de banda “Cruzados”, Steven Hufsteter. Durante este tiempo, se lanzó otra película de su amigo Robert Rodríguez: “From dusk till dawn 3: The hangman's daughter”, la tercera entrega de la trilogía Del crepúsculo al amanecer, en donde la banda participó con el tema "Smiling Karen".

### Andalucía
Después del lanzamiento del álbum, el grupo comenzó a contratar reemplazos para algunos de sus compañeros ya fallecidos. En primer lugar, contrataron a dos músicos que les habían ayudado en Little bitch: Marcus Praed (que había tocado el bajo y la guitarra adicional en el álbum, pero fue contratado como pianista) y Steven Hufsteter (que se unió como segundo guitarrista principal). Además, contrataron al bajista Io Perry como reemplazo de Jennifer Condos. Esta fue su alineación durante las giras del año 2001 y parte del 2002, posteriormente regresaron al estudio para grabar “Andalucía”, que se lanzó en 2002. El álbum no se vendió tan bien como los dos primeros, pero recibió mejor recepción que su disco anterior. Para promocionar el álbum, la banda recorrió otra gira y filmaron un video musical de la canción "California Girl". Sin embargo, al ver lo malo que era, Perry vomitó, Tito amenazó con renunciar, y Atanasoff no fue visto durante días. Para compensar, Tito hizo su propio video.

### Mediados de 2000

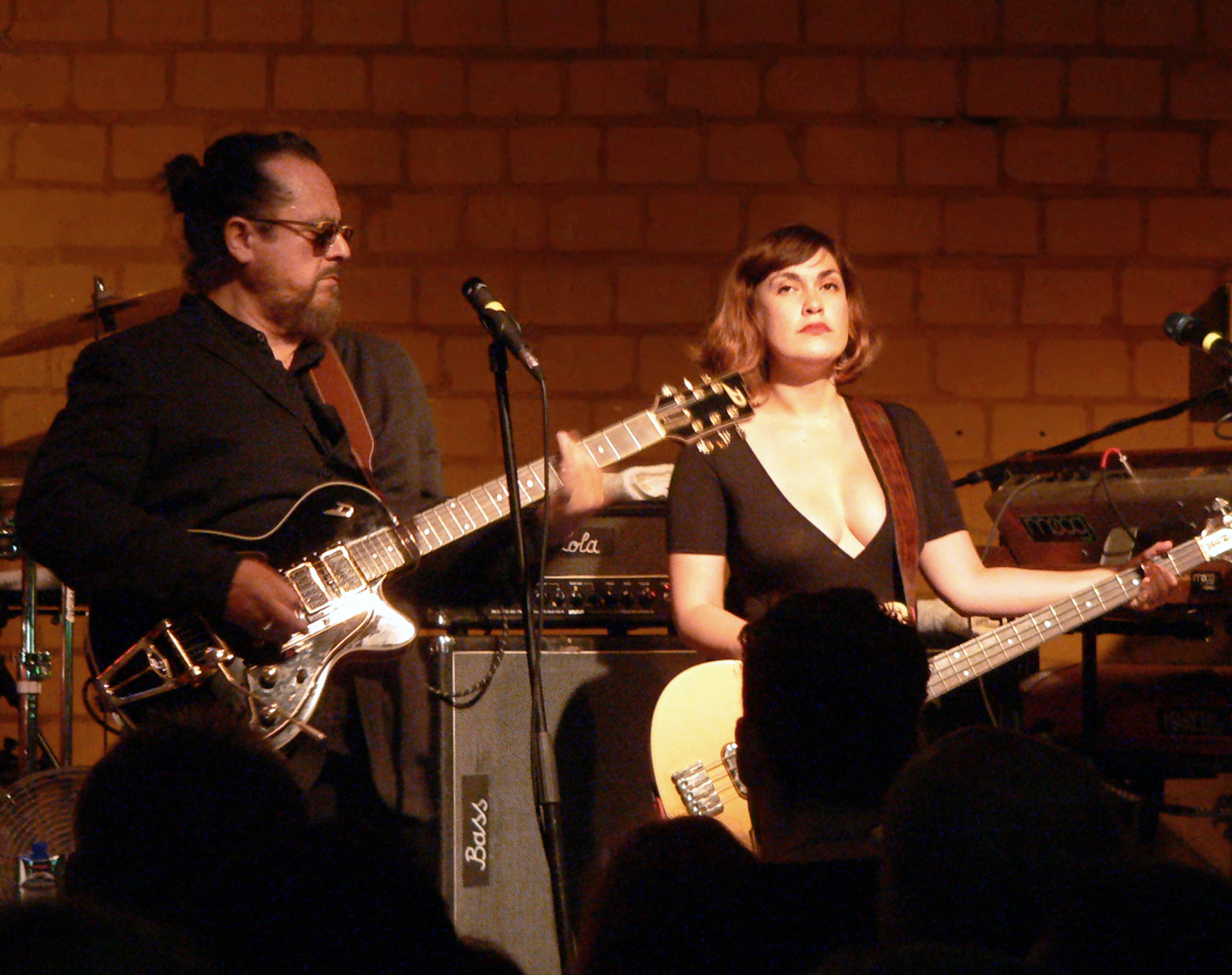
Tito and Tarantula Tito y Lolita 1

Desde el lanzamiento de “Andalucia”, Tito y Tarántula ha sufrido numerosos cambios de personal, comenzando con la partida del baterista Johnny "Vatos" Hernández. Achim Farber fue contratado en su lugar, pero también dejó la banda más tarde. Uno de los cambios más notables, fue la pérdida del valioso miembro fundador de la banda, el guitarrista Peter Atanasoff. Poco se sabe acerca de su partida. Posteriormente, el bajista Io Perry dejó la banda para buscar una carrera en solitario, sin embargo se mantuvo en el negocio con Tito para que le produjera su primer álbum como solista. Junto con los tres miembros, la banda perdió al multiinstrumentista Marcus Praed, restando solo Tito y al guitarrista Steven Hufsteter como los únicos miembros que habían tocado en el último álbum. Dominique Davalos (quien había participado en la grabación de “Little bitch”) se hizo cargo del bajo y Rafael Gayol de la batería. Con esta nueva encarnación de los "cuatro fabulosos", recorrieron Europa a fondo. A mediados de 2007, Davalos dejó la banda y fue reemplazado por Caroline "Lucy LaLoca" Rippy. Con ella, la banda ha continuado recorriendo sus zonas habituales en Europa occidental.
En diciembre de 2007, la canción "Angry cockroaches (Cucarachas enojadas)” apareció en el tráiler de la película Fred Claus.

### Back into darkness
A principios de 2008, la banda anunció la publicación de su nuevo álbum titulado “Back into the darkness”, lanzado el 18 de abril de ese año.

## Estilo
Muchos críticos y fanáticos resaltan a Tito & Tarántula por su inusual estilo musical: la voz suave y clara de Tito, pero fácilmente intensificada, al igual que el toque de guitarra único de Atanasoff. Además de esto, hay otros elementos poco comunes en cada uno de sus álbumes. En “Tarantism”, Atanasoff tiene un sonido de guitarra similar al Metal en temas como "Strange face of love", "Angry cockroaches" y "Smiling Karen", que cuando se mezcla con la batería blueseada de Nick Vincent y la provisión de violín de Lyn Bertles, resalta un sonido peculiar. La mayoría de las canciones del álbum, empiezan con un ritmo lento y misterioso que lentamente se encapsulan y al final resulta intenso.
En “Hungry Sally & other killer lullabies”, Tarántula continuó con canciones que empiezan con una melodía oscura y progresan hasta sonar con algo de luz, particularmente en los temas "Hungry Sally" y "Bleeding roses". Esta vez, Atanasoff probó un sonido de guitarra más ligero y Johnny "Vatos" Hernández experimentó un sonido de batería más prominente. De nuevo se presentaron instrumentos poco comunes para el género Rock, como son el violín y la mandolina.
“Little bitch” es considerado el álbum más experimental del grupo. Fue muy diferente de los dos álbumes anteriores: presenta una gran cantidad de sintetizadores, numerosas voces femeninas de acompañamiento y varias pistas totalmente acústicas. Tito también experimentó con su voz, como se puede escuchar con el falsete de "Forever forgotten and unforgiven" o los gritos en "Crack in the world". Inclusive la canción "Super vita Jane" presenta un rap al final, nunca antes hecho por el grupo. Canciones como "Everybody needs" tiene un sonido muy ochentero, a pesar de que el álbum fue lanzado más de una década después.
En “Andalucia”, la banda analizó el tipo de música que habían tocado en “Hungry Sally & other killer lullabies. Algunas de las pistas presentaban teclados, que no era común en su anterior trabajo, pero debían adaptarse para que su tecladista, Marcus Praed, pudiera contribuir en las canciones. Al igual que en “Little bitch”, el álbum contaba con voces de acompañamiento, esta vez contribuidas por el bajista Io Perry. En general, el álbum es de género Rock, aunque también presenta "power ballads" acústicas, como "You're the one I love", "California girl", "Bullets from a gun", "Make me" y "Mexican sky".

## Miembros

### Formación actual
- Tito Larriva: voz y guitarra rítmica (desde 1992).
- Jeff Herring: guitarra eléctrica líder, coros (desde 2011).
- Lolita Carroll: bajo, coros (desde 2013).
- Victor Ziolkowski: batería (desde 2011).

### Músicos anteriores
- Peter Atanasoff: guitarra eléctrica, coros (1992-2006).
- Jennifer Condos: bajo, coros (1993-1999).
- Lyn Bertles: violín, mandolina, flauta dulce, armónica, guitarra, coros (1993-1998).
- Andrea Figueroa: violín, mandolina, flauta traversa, guitarra, coros (1999-2000).
- Marcus Praed: piano, coros, bajo, guitarra (2000-200?).
- Johnny "Vatos" Hernandez: percusión, batería, coros (1997-2001).
- Nick Vincent: batería, percusión, coros (1992-1998).
- Adrián Esparza: guitarra, voces (1992).
- Richard Edson: percusión (1992-1994).
- Tony Marsico: bajo (1992).
- Debra Dobkin: percusión (1995-1997).
- Petra Haden: violín, mandolina, flauta dulce, armónica, guitarra (1998).
- Io Perry: bajo, coros (200?-200?).
- Abbie Travis: bajo (200?-200?).
- Achim Farber: batería (200?-200?).
- Dominique Dávalos: bajo, coros (200?-2007).
- Rafael Gayol: batería (200?-200?).
- Steven Hufsteter: guitarra eléctrica y coros (2002-2011).
- Alfredo Ortiz: batería (2005, 2008-2011).
- Caroline "Lucy LaLoca" Rippy: bajo eléctrico y coros (2007-2013).
- Sammi Bishop: batería (2012 - 201?).

## Discografía

### Álbumes

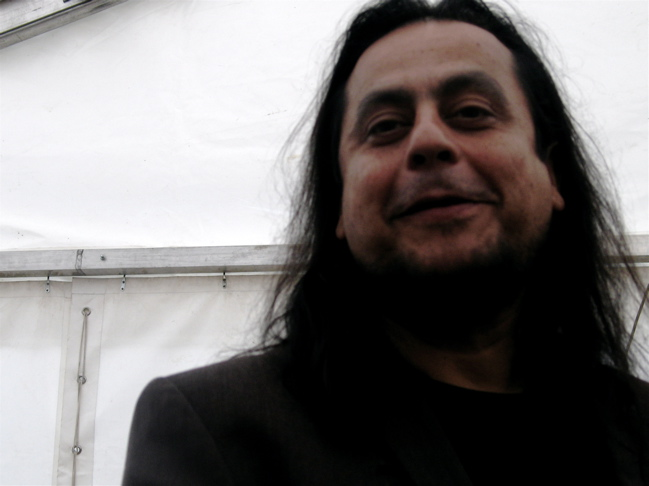
Tito Larriva.

| Título                                | Año  |
| ------------------------------------- | ---- |
| Tarantism                             | 1997 |
| Hungry Sally & other killer lullabies | 1999 |
| Little bitch                          | 2000 |
| Andalucia                             | 2002 |
| Back into the darkness                | 2008 |

### Videos musicales
- "Back to the house that love built" - Tarantism (1995)
- "After dark" - Tarantism (1996)
- "Slow dream" - Hungry Sally & other killer lullabies
- "Forever forgotten & unforgiven" - Little bitch (2000)
- "California girl" - Andalucía (2002)